# Azanidazol
Azanidazolul este un chimioterapic din clasa derivaților de nitroimidazol, fiind utilizat în tratamentul unor infecții protozoarice, în special cu Trichomonas vaginalis.